# Mòdul de comandament i servei Apollo
El mòdul de comandament i servei (CSM) fou una nau espacial manufacturada per North American Aviation per a la NASA. Era una de les dues nau espacials utilitzades en el programa Apollo, juntament amb el mòdul lunar, per dur astronautes a la Lluna. Junts, se'ls coneixia com a nau Apollo. Després de la conclusió del programa Apollo, el CSM feu servei com a transbordador pel programa Skylab i el Projecte de proves Apollo-Soiuz, en què un CSM s'acoblà en òrbita amb una nau Soiuz soviètica.
Com el seu nom ho suggereix, la nau es componia de dos segments, el mòdul de comandament (càpsula de reentrada), que allotjava la tripulació i l'equipament necessari per a la reentrada i l'ameratge; i el mòdul de servei, que proporcionava propulsió, energia elèctrica i emmagatzemament de diversos consumibles necessaris per a la missió. El mòdul de servei era abandonat i es permetia que s'incinerés a l'atmosfera abans que el mòdul de comandament reentrés i tornés la tripulació a casa.